# Vincenzo Visciglia
Vincenzo Visciglia (Tatuí, 1977) é um estilista, empresário e arquiteto brasileiro, fundador da marca AAVVA Fashion, conhecida por atender a alta sociedade árabe, principalmente de Dubai.

## Biografia
Vincenzo é natural do Estado de São Paulo, nascido no município Tatuí. Quando tinha 12 anos, sua família se mudou para Miami. Desse modo, passou alguns anos nos EUA e até se formou em design de interiores, na Design International Fine Arts.

## Educação
Ainda em Miami, Vincenzo cursou arquitetura na Florida International University. O designer então abriu sua própria loja de móveis, sempre focando em decoração e interiores.

## Início de carreira
O brasileiro chegou a Dubai pela primeira para visitar um amigo. O plano era ficar apenas um fim de semana na maior cidade dos Emirados Árabes. “Fui com apenas R$ 1.160 no bolso”, relembra o estilista. O convite veio de um amigo da faculdade – onde Vincenzo cursou Design de Interiores, em Miami. Esse amigo era diretor de uma companhia que fazia hospitais, e tinha um sócio local. Esse sócio se interessou pelo trabalho do brasileiro, e em três meses, ele já tinha um escritório próprio. Há 10 anos em Dubai, Vincenzo é um sucesso no universo do design.
Logo de início, o passeio de cinco dias se transformou em um projeto de residência e, ainda no mesmo ano, no AAVVA – o escritório de arquitetura que Visciglia e o engenheiro civil libanês Ahmad Ammar fundariam em Dubai. O negócio foi responsável pela criação e execução de mansões para a elite do Oriente Médio, como o palácio da Família Real Saudita, o design do primeiro shopping de Bagdá, no Iraque, e a rede de cafés PappaRoti – que conta com projeto e branding de marca do arquiteto replicado para mais de 400 filiais entre Ásia, Oriente Médio e Europa.
Os inúmeros trabalhos levaram Visciglia a relações de proximidade e confiança com seus clientes de arquitetura e design e a despertar uma antiga paixão: a moda. “Eu ia para a casa dessas pessoas a trabalho e acabava dando pitaco na roupa que usavam. Então, conversei com meu sócio sobre fazermos uma coleção de vestuário de academia para homens, mas nunca chegou às vias de fato. Acabamos por apostar em uma pequena coleção de peças casuais femininas”, conta.
Em pouco tempo, a pequena produção ganhou proporções. Visciglia e Ahmad Ammar, seu sócio na construção civil e na AAVVA Fashion, inaugurada em 2014, ficariam conhecidos como os arquitetos da moda. “Apliquei todo o meu conhecimento de arquitetura nesta nova empreitada. Não tem nada da área que eu não use. Fazemos o desenho das nossas peças no Autocad [software usado principalmente por profissionais de arquitetura e engenharia] porque, para nós, são verdadeiros projetos”, diz Visciglia. “A arquitetura é uma linguagem natural para a gente, temos uma coleção baseada nos prédios de Dubai.”
Entre cafés, restaurantes, e ambientes privados, Vincenzo ficou conhecido no boca a boca. Assim, começou a ser introduzido ao universo dos xeiques árabes e de pessoas famosas. “É tudo muito privado, eles são discretos. Eles não gostam de ostentar para a mídia, mas sim entre si”, diz Vincenzo sobre o trabalho que faz. Então, normalmente, as fachadas dos prédios e casas são minimalistas, e o luxo está dentro dos ambientes pessoais.
Nesse contato, Vincenzo tem muito a conversar com as esposas dos Xeiques, que perguntavam a ele opiniões sobre estilo – já que admiravam seu senso estético: “Elas queriam que eu ajudasse nas roupas, em escolher as melhores peças para garantir elegância”. Nessa época, o brasileiro era júri em uma das faculdades de moda do Líbano e, por interesse no mundo fashion, decidiu abrir uma marca como um hobby.

## AAVVA Fashion
Vincenzo fez uma coleção-capsula. Um amigo dele tinha uma boutique de multimarcas, e pediu para ele se poderia expôr as peças em sua loja. Ele tinha uma gerente italiana que precisaria aprovar e, se tudo desse certo, o negócio estava fechado. No dia, enquanto Vincenzo tirava os sacos para colocar nas araras, as pessoas já iam escolhendo e  experimentando para comprar. Não tinha nem preço. Em 10 minutos, vendereram oito peças. Foi a confirmação que Vincenzo precisava para a sua primeira experiência de vendas. Quando uma personalidade da televisão árabe usou em seu programa uma de suas roupas, a AAVA estourou.
Questionado sobre seu processo criativo, Vincenzo deixa claro que usa e abusa de seus conhecimentos arquitetônicos: “Uso o AutoCAD, que é um software para auxiliar na construção de projetos de arquitetura. Desenho vestidos, bordados, tudo por lá”. O estilista aposta em modelagens que valorizam o corpo da mulher, em formas geométricas e únicas. Sobre os bordados, a AAVVA é patrocinada pela Swarovski. “A própria label de pedrarias veio atrás do nosso trabalho. Eles procuravam alguém que desenvolvesse peças com pedras únicas e que se destacassem no mercado”, revela Vincenzo sobre a escolha das pedras. Ele fica com as peças excedentes, por isso seu trabalho é tão único e glamuroso.
“Começamos vendendo pelo Instagram, então a Galeria Lafayette nos procurou”, comenta Vincenzo, que agora está em nove lojas de departamento pelo país. A AAVVA abriu a flagship store há quase um mês e o brasileiro já está ansioso pelo futuro. São vestidos feitos sob medida, de alto padrão e feitos à mão – que o designer considerada como peças de alta-costura. Em quatro anos de existência da label, Vincenzo já possui 60 funcionários.

## Conceito da marca
AAVVA é o nome que recebe a marca do estilista brasileiro Vincenzo Visciglia. Ela é conhecida por misturar as raízes árabes e latinas exibindo uma moda com visão arquitetônica. A grife nasceu em 2011, tendo sido idealizada também pelo engenheiro libanês Ahmad Ammar.
Seu estilo é uma modelagem com o objetivo de valorizar o corpo da mulher, com formas geométricas e únicas. Sobre os bordados, a grife tem patrocínio da Swarovski. Vincenzo conta sobre a escolha das pedras: “A própria label de pedrarias veio atrás do nosso trabalho. Eles procuravam alguém que desenvolvesse peças com pedras únicas e que se destacassem no mercado”. Vincenzo opta pelas peças excedentes, por esse motivo seu trabalho é tão original e luxuoso.
A AAVVA possui mais de nove lojas de departamento distribuídas pelo país. Seus vestidos são feitos sob medida, de alto padrão e feitos à mão. Consideradas peças de alta-costura pelo designer.

## Fama no Mundo Árabe
Vincenzo foi eleito por duas vezes (2016 e 2018) uma das 100 pessoas mais influentes do Oriente Médio no ranking Hot 100 da “Ahlan! Magazine”.
Ainda que trabalhe o lado do editorial da moda, o arquiteto mantém a preocupação em vestir corpos reais e respeitar a cultura das clientes que buscam o ateliê – a maioria, islâmica. “Cerca de 90% da nossa coleção é vendida regionalmente. Então, levamos muito em conta os costumes locais. Nos Emirados Árabes, as mulheres não podem deixar certas partes do corpo à mostra, por isso trabalhamos muito com a ilusão do tule. Assim, conseguimos dar modernidade às peças dentro do socialmente permitido”, diz, antes de revelar um toque brasileiro. “Somos conhecidos no Oriente Médio porque fazemos alta costura com neoprene. O tecido se ajusta a qualquer estrutura corporal e ajuda a disfarçar imperfeições com garantia de conforto. Essa ideia de ter algo mais justo no corpo é totalmente brasileira.”

## Construção Civil
Segundo o arquiteto, a construção civil ainda é a sua principal fonte de ganhos. Mas a AAVVA Fashion, que começou como um hobbie há cinco anos, conta hoje com 58 funcionários e uma receita 300% maior do que a arrecadada no início das operações. “Desde o primeiro ano, não colocamos mais dinheiro nosso na marca. E também não tiramos, o que ganhamos reinvestimos nela.”